# Aspilota ulmicola
Aspilota ulmicola är en stekelart som först beskrevs av William Harris Ashmead 1889.  Aspilota ulmicola ingår i släktet Aspilota och familjen bracksteklar. Inga underarter finns listade.